# 新日本丸
新日本丸是一日本著名帆船，也稱日本丸二世，日本丸的後繼船，1984年啟航，住友重機械工業浦賀工場建造，比前代日本丸性能提升很多是目前世上使用中少有的快速帆船，船首雕像的合掌女神有「藍青」之名，1986年，1989年，1993年三度得獎。新日本丸的姊妹船「海王丸二世」於1989年啟航。

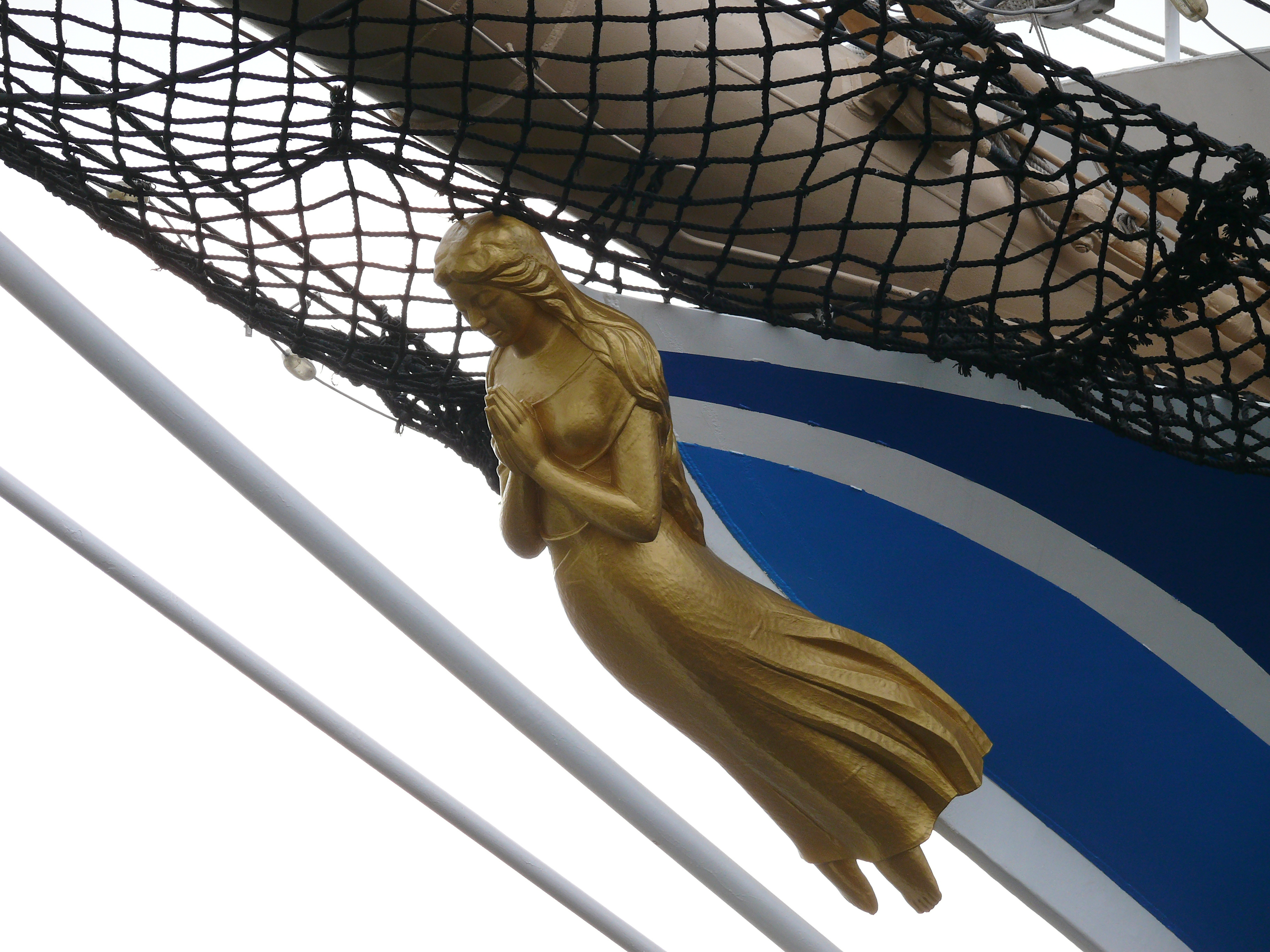
船首像「藍青」